# Willem III van Saksen
Willem III de Dappere (Meißen, 20 april 1425 - Weimar, 17 september 1482) was de jongste zoon van Saksisch keurvorst Frederik I en Catharina van Brunswijk-Lüneburg.
Hij droeg de titel hertog Willem III van Saksen, aangezien hij vanaf 1428 samen met zijn broer, keurvorst Frederik II, het keurvorstendom Saksen regeerde. In 1445 werd Saksen echter opgedeeld. Willem werd toen landgraaf van Thüringen, een titel die sinds de 12e eeuw aan de heerser van Saksen toebehoorde. Nu werd het landgraafschap Thüringen min of meer onafhankelijk onder landgraaf Willem, maar bij zijn overlijden in 1482 werd het weer bij Saksen ingelijfd.
Willem was tevens erfelijk hertog van Luxemburg van 1439 tot 1443. In 1443 deed Willem afstand van deze titel, die toen opgeëist werd door de voogden van zijn aanstaande zwager, Ladislaus Posthumus. Na de dood van Ladislaus probeerde Willem opnieuw aanspraak te maken op de troon, maar dit was tevergeefs, want Filips de Goede, de hertog van Bourgondië, had Luxemburg bij zijn erflanden ingelijfd.
Op 20 juni 1446 trouwde hij met Anna van Oostenrijk (1432-1462), de dochter van Rooms-koning Albrecht II. Samen kregen ze twee kinderen:
- Margaretha van Thüringen (1449-1501), gehuwd met Johan Cicero, keurvorst van Brandenburg
- Catharina van Thüringen (1453-1534), gehuwd met Hendrik II van Münsterberg

## Voorouders
| Overgootouders                    | Frederik II van Meißen (1310-1349) ∞ Mathilde van Beieren (1313-1346)            | Frederik II van Meißen (1310-1349) ∞ Mathilde van Beieren (1313-1346)            | Hendrik IV van Henneberg-Schleusingen (–) ∞ Jutta van Brandenburg (–)            | Hendrik IV van Henneberg-Schleusingen (–) ∞ Jutta van Brandenburg (–)            | Magnus II van Brunswijk (1324-1373) ∞ Catharina van Anhalt-Bernburg (1330-1390)   | Magnus II van Brunswijk (1324-1373) ∞ Catharina van Anhalt-Bernburg (1330-1390)   | Wratislaus VI van Pommeren (1345–1394) ∞ Anna van Mecklenburg-Stargard (–)        | Wratislaus VI van Pommeren (1345–1394) ∞ Anna van Mecklenburg-Stargard (–)        |
| Grootouders                       | Frederik III van Meißen (1332-1381) ∞ Catharina van Henneberg (1334-1397)        | Frederik III van Meißen (1332-1381) ∞ Catharina van Henneberg (1334-1397)        | Frederik III van Meißen (1332-1381) ∞ Catharina van Henneberg (1334-1397)        | Frederik III van Meißen (1332-1381) ∞ Catharina van Henneberg (1334-1397)        | Hendrik de Milde van Brunswijk-Lüneburg (–1416) ∞ Sophia van Pommeren (1370–1406) | Hendrik de Milde van Brunswijk-Lüneburg (–1416) ∞ Sophia van Pommeren (1370–1406) | Hendrik de Milde van Brunswijk-Lüneburg (–1416) ∞ Sophia van Pommeren (1370–1406) | Hendrik de Milde van Brunswijk-Lüneburg (–1416) ∞ Sophia van Pommeren (1370–1406) |
| Ouders                            | Frederik I van Saksen (1370-1428) ∞ Catharina van Brunswijk-Lüneburg (1395-1442) | Frederik I van Saksen (1370-1428) ∞ Catharina van Brunswijk-Lüneburg (1395-1442) | Frederik I van Saksen (1370-1428) ∞ Catharina van Brunswijk-Lüneburg (1395-1442) | Frederik I van Saksen (1370-1428) ∞ Catharina van Brunswijk-Lüneburg (1395-1442) | Frederik I van Saksen (1370-1428) ∞ Catharina van Brunswijk-Lüneburg (1395-1442)  | Frederik I van Saksen (1370-1428) ∞ Catharina van Brunswijk-Lüneburg (1395-1442)  | Frederik I van Saksen (1370-1428) ∞ Catharina van Brunswijk-Lüneburg (1395-1442)  | Frederik I van Saksen (1370-1428) ∞ Catharina van Brunswijk-Lüneburg (1395-1442)  |
| Willem III van Saksen (1425-1482) |                                                                                  |                                                                                  |                                                                                  |                                                                                  |                                                                                   |                                                                                   |                                                                                   |                                                                                   |